# Арраси Сікстинської капели

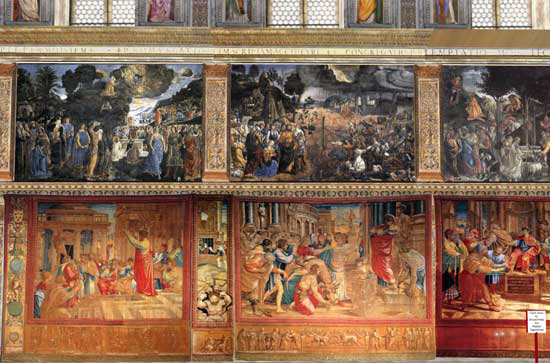
Сікстинська каплиця, прикрашена фресками та аррасами за картонами Рафаеля Санті та численними помічниками його майстерні, 1515 р. Фото 2011 р.

Арра́си Сіксти́нської капе́ли — комплект сюжетних килимів, витканих майстрами Брюсселя за картонами, котрі створив разом з учнями власної майстерні італійський художник Рафаель Санті (1483—1520).

## Картони Рафаеля і замовник
а останній період творчості Рафаеля Санті припадає період його втоми та зниження навантаження ідеями відродження власних творів. Факторами втоми стають численні завдання папи римського та багатіїв з папського оточення, необхідність швидко опановувати нові галузі (архітектуру, розкопки руїн у Римі) тощо. Все це сприяло втомі й зростанню декоративних тенденцій у творах майстра. Все частіше Рафаель починає твори і їхню ідею (обмежуючись малюнком, начерком, ескізом, проектом), а закінчення передовіряє численним помічникам власної римської майстерні. Декоративні твори й раніше посідали чільне місце у його роботах, серед них — декорація вілли Фарнезіна, декор недобудованої вілли Мадама, декор Лоджій у Ватикані, що пізніше отримали назву Лоджії Рафаеля.
Замовником чергового, швидкого  і знову декоративного завдання виступив папа римський Лев Х. Голова Ватикана наказав 1515 року придворному художникові Рафаелю створити картони (ескізи) до десяти (10) аррасів, призначених прикрасити нижні ділянки стін у Сікстинській каплиці. Виконання завдання було виснажливим і марудним, бо вимагало створення картонів у повний розмір майбутніх килимів. Картони повинні були перевезти у Брюссель, де престижні нідерландські ткачі мали виконати за ескізами самі килими. Рафаель знову вимушено залучив до створення монументальних картонів численних помічників. Він розробив малюнки, котрі перевели на картони, позначивши головні кольори. Тематикою майбутніх картонів стали епізоди з житій рівноапостольних Петра та Павла.
Окрім житійних сюжетів, Рафаель та помічники його майстерні виконали й численні бордюри у стилі давньоримських рельєфів з подіями життя самого папи римського Лева Х, уславивши таким чином і його.
Килими виготовили з використанням шовку і фарбованої бавовни і ними прикрашали Сікстинську капелу у великі свята обабіч вівтаря каплиці.

## Доля аррасів

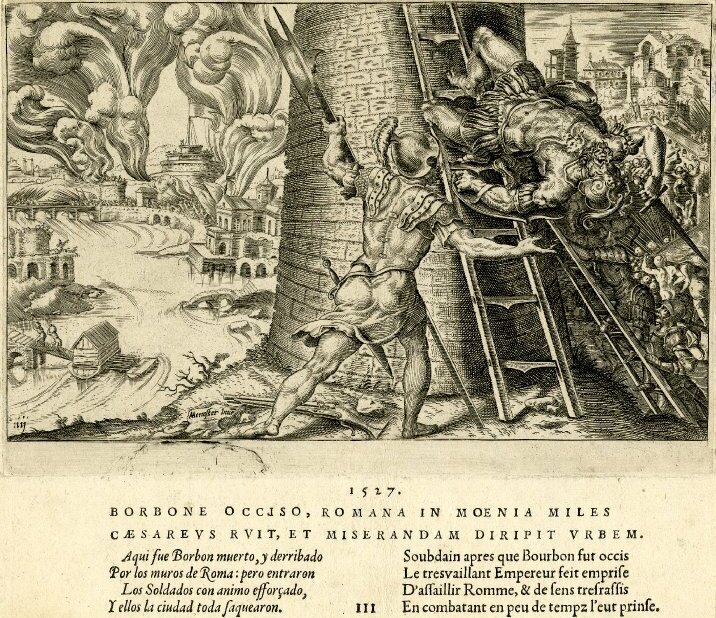
Мартен ван Гемскерк, «Пограбування Рима» у 1527 р., гравюра 1555 року

Уже 1527 року вояки-найманці армії імператора Карла V, обурені довгою затримкою зарплатні, захопили папський Рим, пограбували всі собори й церкви, чинили ґвалт, не зупиняючись руйнували палаци та будинки багатіїв міста, грабуючи  і крадучи усе коштовне. Серед пограбованого були й арраси Сікстинської капели. Усвідомивши їх велику грошову вартість, ватиканські килими продали у роздріб випадковим покупцям.
Тим часом в Римі почалися грабежі та руйнації. Натовп вояків-християн не зупинив навіть авторитет християнської святині — базиліки Святого Петра, що була розграбована й потрощена. Дійшла черга і до палаців вельмож, наближених до папського двору. Рим зазнав такої нищівної руйнації та пограбування, яких не знав з часів руйнацій варварів раннього середньовіччя. Як місто, Рим втратив більшість середньовічних та ренесансних будівель. Грабежі та руйнації тривали не менш як три доби. Солдати імператора ґвалтували жінок Рима та черниць багатьох монастирів. Римом котилася хвиля руйнацій та убивств. Навіть прихильники імператора Карла V, що були на той час у папській столиці, відкупалися грошима від вояків, аби захистити своє майно в Римі.
Грабіжницький продаж аррасів Сікстинської капели супроводжувався оманою і авантюрами. Два килими побажала придбати багата сеньйора з Венеції. У неї узяли гроші, а килими відправили до Венеції вітрильником. Але сеньйора не змогла дочекатися придбаних аррасів. Вітрильник захопили пірати разом із коштовним вантажем. 
Килими пропали на декілька років. Їх слід знайшли на базарі бандиткуватого міста Туніс у Північній Африці, де торгували краденим майном піратів. Нетипові для арабського міста килими побачив візантійський купець, і після придбання доправив килими у столичний Константинополь. Шпигуни з католицьких країн у турецькому на той час Константинополі не дрімали і звістка-донос про незвичні килими через декілька років досягла потрібних людей у Ватикані. Ватикану вдалося повернути коштовні арраси  у 1554 році, коли на папському престолі посідав Юлій ІІІ..
З того часу арраси заховали у Ватикані. Ними прикрасили каплицю лише у 1983 році на один тиждень у дні святкування ювілея колишнього придворного художника Рафаеля Санті, посиливши охорону і усі засоби безпеки.

## Оцінки аррасів

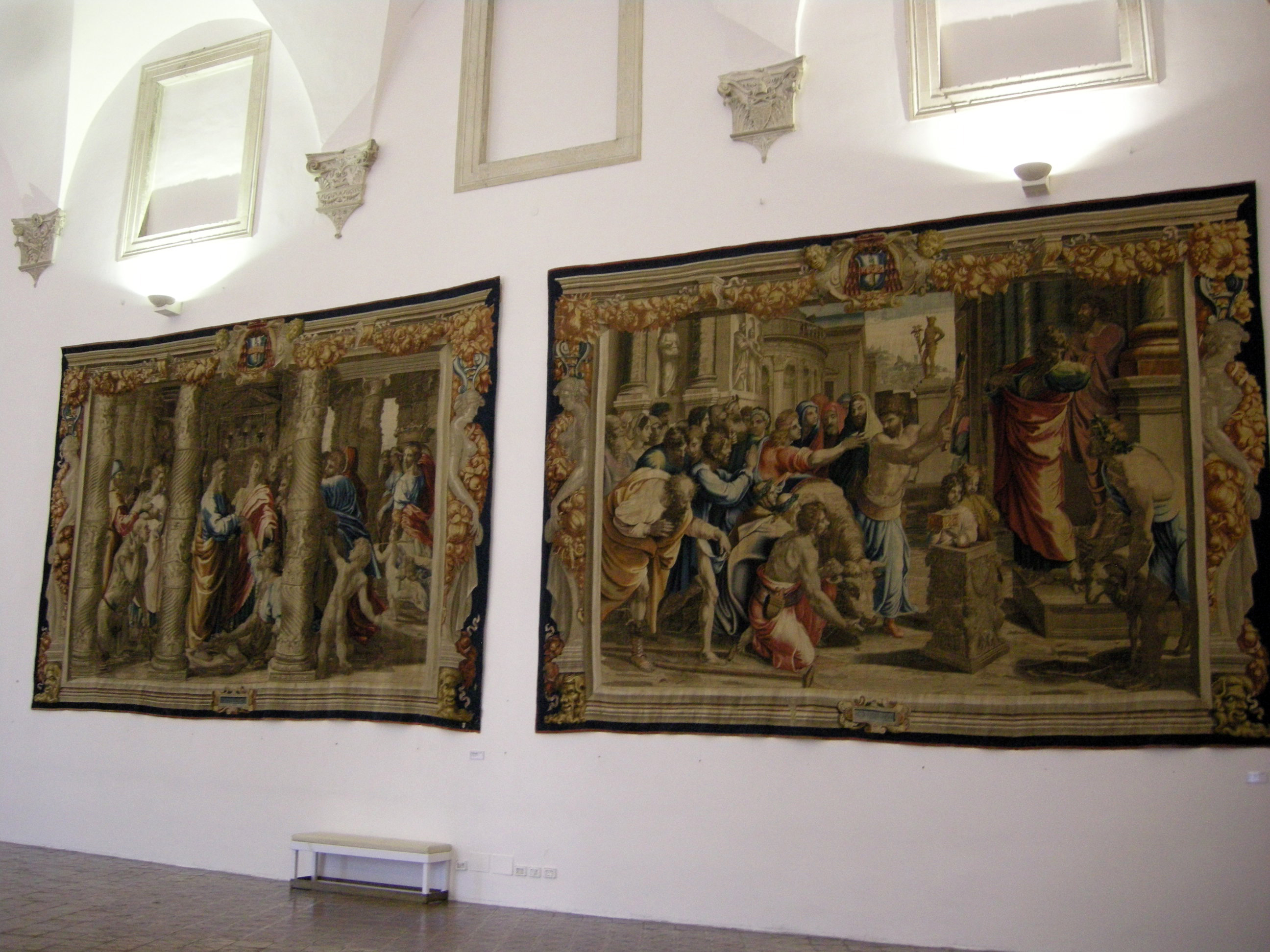
Арраси за картонами Рафаеля Санті, виткані у XVII ст. Палаццо Дукале, Урбіно.

Гіпноз престижного імені Рафаеля і Ватикана досі спрацьовує при оцінках аррасів Сікстинської каплиці. Рафаель не знався на особливостях і рисах створення аррасів. Він підійшов до замови папи римського як до замови на чергову картину. Картинність, з її лінійною перспективою та світлотінню, були перенесені і в картони для килимів. Ці особливості старанно відтворили і ткачі майстерень Брюсселя, бо замова надійшла з самого Ватикана. По смерті Рафаеля картони його роботи неодноразово повторювали при створенні килимів у різних країнах через переведення у престиж усіх без розбору творів Рафаеля Санті та панування у мистецтві XVII-XIX ст. смаків відірваного від реальності академізму. Твори Рафаеля тоді остаточно перейшли у галузь академічного та аристократичного мистецтва, орієнтованого на обслугу світських і церковних багатіїв. 
Шлях точного відтворення живописного твору у килимі виявися хибним. Він приводив килимарство до кризи через втрату специфічних якостей саме килимарства. Через два століття кризовий, хибний  шлях переходу килимарства на відтворення картин у килими повторили килимарі-ткачі Франції. Відновлення килимарства на засадах саме килимарських  особливостей і технік відбулося лише у XX ст., коли старовинну технологію і специфічні особливості килимів (тапісерії) відновив у практиці французький художник Жан Люрса (1892—1966).